# يوجينيو رودريغيز فيغا
يوجينيو رودريغيز فيغا (بالإسبانية: Eugenio Rodríguez Vega)‏ هو محامي ومؤرخ وكاتب وسياسي كوستاريكي، ولد في 18 أغسطس 1925 في سان رامون في كوستاريكا، وتوفي في 10 مارس 2008 في سانتا آنا في كوستاريكا. حزبياً، نشط في حزب التحرير الوطني ‏. وقد انتخب رئيس الجامعة جامعة كوستاريكا (1970 – 1974).